# Hypocacia shimomurai
Hypocacia shimomurai är en skalbaggsart som beskrevs av Holzschuh 1989. Hypocacia shimomurai ingår i släktet Hypocacia och familjen långhorningar.
Artens utbredningsområde är Taiwan. Inga underarter finns listade i Catalogue of Life.